# Olympique Lyonnais 2017-2018 (femminile)
Questa voce raccoglie le informazioni riguardanti la squadra femminile dell'Olympique Lione nelle competizioni ufficiali della stagione 2017-2018.

## Stagione

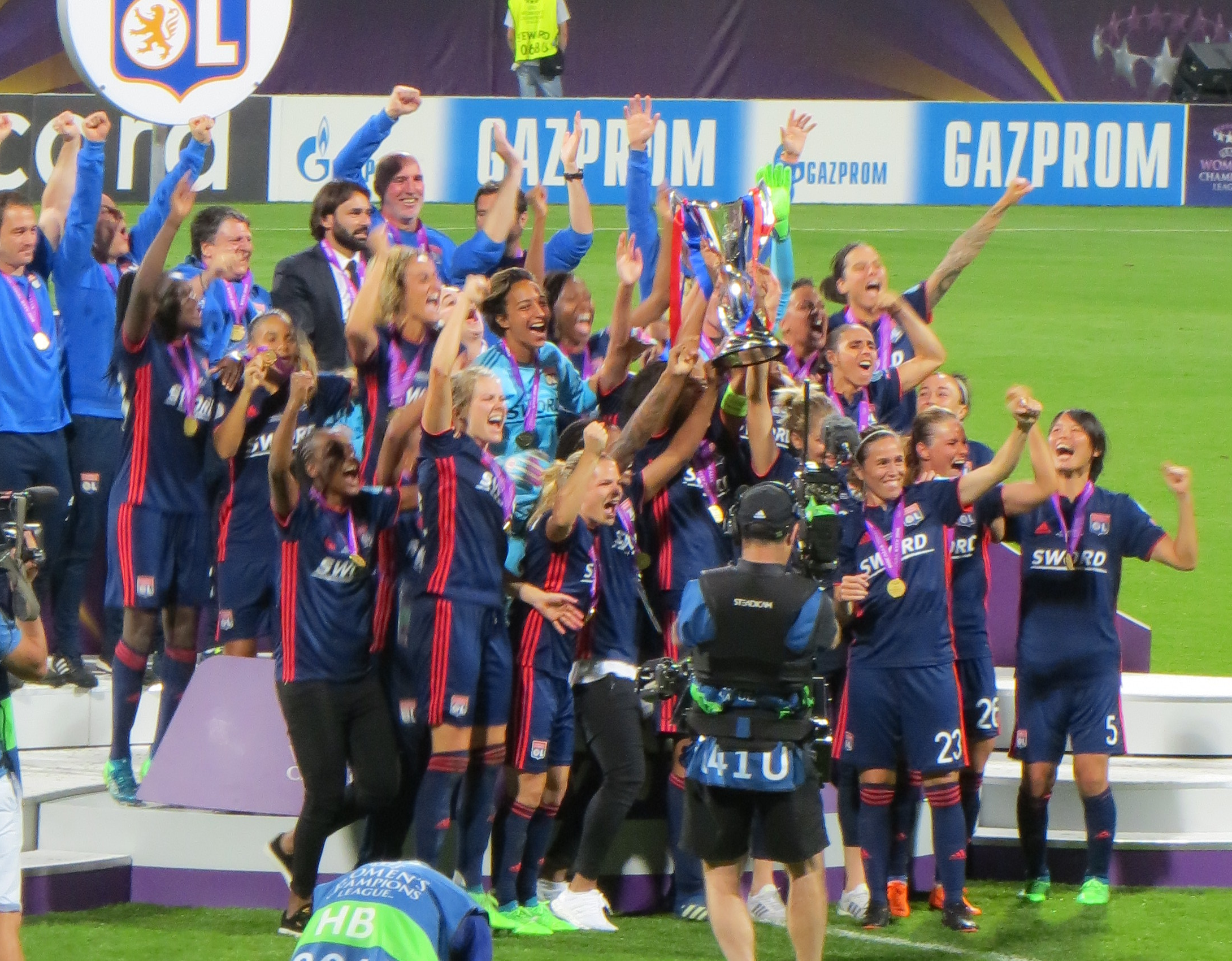
Festeggiamenti dopo la vittoria della Champions League.

La stagione 2017-2018 della squadra femminile dell'Olympique Lione è partita con la nomina di Reynald Pedros come nuovo allenatore della squadra, in sostituzione di Gérard Prêcheur, dimessosi dall'incarico. Nel corso dell'estate sono state messe sotto contratto Shanice van de Sanden dal Liverpool e Lucy Bronze dal Manchester City, quest'ultima tramite uno scambio che ha visto Pauline Bremer andare al Manchester City.
In campionato l'Olympique Lione ha vinto il suo sedicesimo titolo, il dodicesimo consecutivo. Il campionato è stato concluso con 64 punti, frutto di 21 vittorie, 1 pareggio e nessuna sconfitta. La squadra è arrivata in finale di Coppa di Francia, venendo sconfitta dal Paris Saint-Germain.
Il 24 maggio 2018 l'Olympique Lione ha vinto la UEFA Women's Champions League per la quinta volta nella sua storia, terza consecutiva, battendo in finale il Wolfsburg con un netto 4-1 dopo i tempi supplementari, essendo i tempi regolamentari finiti a reti inviolate. Il cammino in coppa è stato contrassegnato da 8 vittorie e un solo pareggio in casa del Manchester City nella gara di andata valida per le semifinali.

## Maglie
Le tenute di gioco sono le stesse dell'Olympique Lione maschile.
| Casa | Trasferta | Terza divisa |

## Organigramma societario
Area tecnica
- Allenatore: Reynald Pedros
- Vice allenatore: Charles Devineau
- Preparatore dei portieri: Christophe Gardié
- Preparatore atletico: Guillaume Tora
- Medico sociale: Jean-François Luciani
- Fisioterapista: Yannick Millet, Anastasia Panossian
- Coordinatore: Julie Fryc

## Rosa
| N. |                     | Ruolo | Calciatrice               |
| -- | ------------------- | ----- | ------------------------- |
| 1  | Francia (bandiera)  | P     | Pauline Peyraud-Magnin    |
| 2  | Francia (bandiera)  | C     | Kenza Dali                |
| 3  | Francia (bandiera)  | D     | Wendie Renard (capitano)  |
| 4  | Francia (bandiera)  | D     | Selma Bacha               |
| 5  | Giappone (bandiera) | C     | Saki Kumagai              |
| 6  | Norvegia (bandiera) | A     | Andrea Norheim            |
| 6  | Francia (bandiera)  | C     | Amandine Henry            |
| 7  | Francia (bandiera)  | C     | Amel Majri                |
| 8  | Francia (bandiera)  | D     | Jessica Houara-d'Hommeaux |
| 9  | Francia (bandiera)  | A     | Eugénie Le Sommer         |
| 10 | Germania (bandiera) | C     | Dzsenifer Marozsán        |
| 11 | Francia (bandiera)  | C     | Kheira Hamraoui           |
| 12 | Francia (bandiera)  | A     | Élodie Thomis             |
| 14 | Norvegia (bandiera) | A     | Ada Hegerberg             |

| N. |                        | Ruolo | Calciatrice           |
| -- | ---------------------- | ----- | --------------------- |
| 15 | Stati Uniti (bandiera) | C     | Morgan Brian          |
| 16 | Francia (bandiera)     | P     | Sarah Bouhaddi        |
| 17 | Francia (bandiera)     | D     | Corine Petit          |
| 18 | Francia (bandiera)     | C     | Claire Lavogez        |
| 19 | Paesi Bassi (bandiera) | A     | Shanice van de Sanden |
| 20 | Francia (bandiera)     | A     | Delphine Cascarino    |
| 21 | Canada (bandiera)      | D     | Kadeisha Buchanan     |
| 22 | Inghilterra (bandiera) | D     | Lucy Bronze           |
| 23 | Francia (bandiera)     | C     | Camille Abily         |
| 24 | Francia (bandiera)     | A     | Mylaine Tarrieu       |
| 27 | Francia (bandiera)     | A     | Emelyne Laurent       |
| 28 | Francia (bandiera)     | A     | Melvine Malard        |
| 29 | Francia (bandiera)     | D     | Griedge Mbock Bathy   |
| 30 | Francia (bandiera)     | P     | Romane Bruneau        |

## Calciomercato

### Sessione estiva
| Acquisti | Acquisti               | Acquisti            | Acquisti   |
| R.       | Nome                   | da                  | Modalità   |
| -------- | ---------------------- | ------------------- | ---------- |
| P        | Romane Bruneau         | Digione             | definitivo |
| P        | Pauline Peyraud-Magnin | Olympique Marsiglia | definitivo |
| D        | Lucy Bronze            | Manchester City     | definitivo |
| A        | Emelyne Laurent        | Bordeaux            | definitivo |
| A        | Shanice van de Sanden  | Liverpool           | definitivo |

| Cessioni | Cessioni          | Cessioni        | Cessioni      |
| R.       | Nome              | a               | Modalità      |
| -------- | ----------------- | --------------- | ------------- |
| P        | Erin Nayler       | Bordeaux        | definitivo    |
| P        | Méline Gérard     | Montpellier     | definitivo    |
| D        | Josephine Henning | Arsenal         | definitivo    |
| D        | Julie Marichaud   | Saint-Étienne   | definitivo    |
| D        | Julie Piga        | Grenoble        | definitivo    |
| C        | Aurélie Kaci      | Atlético Madrid | definitivo    |
| C        | Caroline Seger    | Rosengård       | definitivo    |
| A        | Pauline Bremer    | Bordeaux        | definitivo    |
| A        | Alex Morgan       | Orlando Pride   | fine prestito |

### Sessione invernale
| Acquisti | Acquisti       | Acquisti        | Acquisti   |
| R.       | Nome           | da              | Modalità   |
| -------- | -------------- | --------------- | ---------- |
| C        | Morgan Brian   | Chicago Stars   | definitivo |
| C        | Amandine Henry | Portland Thorns | definitivo |

| Cessioni | Cessioni        | Cessioni | Cessioni    |
| R.       | Nome            | a        | Modalità    |
| -------- | --------------- | -------- | ----------- |
| C        | Kenza Dali      | Lilla    | in prestito |
| C        | Claire Lavogez  | Fleury   | in prestito |
| A        | Andrea Norheim  | Piteå IF | definitivo  |
| A        | Mylaine Tarrieu | Bordeaux | in prestito |

## Risultati

### Division 1

#### Girone di andata
| Arbitro: | Guillemin |

|                                                                 |           |  |
| Ad. Hegerberg 9’, 10’, 40’, 82’ Le Sommer 25’, 81’ Hamraoui 78’ | Marcatori |  |

| Arbitro: | Bagrowski |

|  |           |                                                                            |
|  | Marcatori | 24’ Le Sommer 26’ Renard 38’ (rig.) Kumagai 59’ Ad. Hegerberg 80’ Marozsán |

| Arbitro: | Beyer |

| |           |                               |
| Declercq 11’ (aut.) Le Sommer 21’, 62’ Butel 24’ (aut.) Abily 29’, 57’ Deville 31’ (aut.) Ad. Hegerberg 65’, 77’ | Marcatori | 45’ (rig.) Thiney 90+2’ Ōtaki |

| Arbitro: | Guillemin |

|  |           |                                                                                  |
|  | Marcatori | 23’ Ad. Hegerberg 51’ (aut.) Karchaoui 59’ Le Sommer 66’ Hamraoui 90+2’ Marozsán |

| Arbitro: | Dallongeville |

|                          |           |  |
| Hamraoui 10’ Laurent 28’ | Marcatori |  |

| Arbitro: | Guillemin |

|  |           |                                                           |
|  | Marcatori | 3’, 31’ Le Sommer 10’ Ad. Hegerberg 14’ Bronze 81’ Renard |

| Arbitro: | Loidon |

|                                                                   |           |  |
| Abily 7’, 21’ Van de Sanden 9’ Ad. Hegerberg 17’, 42’ Majri 90+2’ | Marcatori |  |

| Arbitro: | Burban |

|  |           |                                                                             |
|  | Marcatori | 2’ Ad. Hegerberg 56’ Le Sommer 68’ (rig.) Kumagai 73’ Abily 89’ Mbock Bathy |

| Arbitro: | Coppola |

|                                                                                  |           |  |
| Marozsán 34’ Ad. Hegerberg 48’ Kumagai 67’ (rig.) Le Sommer 76’ D. Cascarino 85’ | Marcatori |  |

| Arbitro: | Bagrowski |

|  |           |                                                           |
|  | Marcatori | 11’ Renard 50’, 55’ Ad. Hegerberg 58’ Bronze 68’ Hamraoui |

| Arbitro: | Guillemin |

|                   |           |  |
| Ad. Hegerberg 12’ | Marcatori |  |

#### Girone di ritorno
| Arbitro: | Di Benedetto |

|                                                  |           |  |
| Ad. Hegerberg 8’, 61’ Le Sommer 27’ Marozsán 66’ | Marcatori |  |

| Arbitro: | Guillemin |

|  |           |                                            |
|  | Marcatori | 53’, 84’, 87’ Ad. Hegerberg 90+3’ Hamraoui |

| Arbitro: | Coppola |

|                   |           |                |
| Marozsán 43’, 68’ | Marcatori | 90+2’ Sembrant |

| Arbitro: | Beyer |

|  |           |                                                           |
|  | Marcatori | 41’ (rig.) Kumagai 77’, 87’ Le Sommer 84’ (rig.) Marozsán |

| Arbitro: | Vanderstichel |

|                                                               |           |  |
| Kumagai 29’ (rig.) Majri 50’, 54’ Ad. Hegerberg 58’ Abily 71’ | Marcatori |  |

| Arbitro: | Guillemin |

|          |           | |
| Sarr 45’ | Marcatori | 1’ D.Cascarino 7’ Le Sommer 11’, 54’ Ad. Hegerberg 31’ Marozsán 49’ Henry 51’ Renard 58’ Abily 86’ Brian 90+1’ Hamraoui |

| Arbitro: | Di Benedetto |

|                                                |           |  |
| Renard 4’ Ad. Hegerberg 33’, 66’ Le Sommer 80’ | Marcatori |  |

| Arbitro: | Coppola |

|             |           |                                          |
| Haupais 86’ | Marcatori | 13’, 47’ Ad. Hegerberg 59’ Van de Sanden |

| Arbitro: | Loidon |

|                                                                         |           |  |
| Mbock Bathy 26’, 74’ Ad. Hegerberg 59’, 77’ Hamraoui 65’ Henry 72’, 90’ | Marcatori |  |

| Saint-Germain-en-Laye 18 maggio 2018, ore 21:00 CEST 21ª giornata | Paris Saint-Germain | 0 – 0 referto | Olympique Lione | Stadio Georges Lefèvre (1 440 spett.)\| Arbitro: \| Beyer \| |
| Arbitro:                                                          | Beyer               |               |                 |                                                              |

| Arbitro: | Loidon |

|  |           |                                                                |
|  | Marcatori | 8’ Laurent 21’ Ad. Hegerberg 34’, 41’ Abily 67’, 70’ Le Sommer |

### Coppa di Francia
| Arbitro: | Beyer |

|  |           | |
|  | Marcatori | 2’, 50’, 61’, 77’ Ad. Hegerberg 3’, 36’, 39’, 70’ Le Sommer 7’, 11’ Majri 15’, 55’ D. Cascarino 20’, 79’ Marozsán 43’, 75’ Abily 47’ Renard 59’, 76’ Hamraoui 68’ (aut.) Lombardot |

| Arbitro: | Coste |

|                                                                                                |           |  |
| Le Sommer 7’, 33’, 44’ Renard 12’, 64’ Petit 32’ Marozsán 49’ Bacha 61’ Abily 70’ Hamraoui 72’ | Marcatori |  |

| Arbitro: | Di Benedetto |

| |           |  |
| D. Cascarino 12’ Le Sommer 20’, 48’, 84’ Mbock Bathy 24’ Hamraoui 43’, 90+1’ Abily 54’, 87’ Brian 68’ Laurent 73’ | Marcatori |  |

| Arbitro: | Beyer |

|  |           | |
|  | Marcatori | 2’, 6’ Ad. Hegerberg 5’ D. Cascarino 19’, 52’ Hamraoui 30’ Abily 38’ (aut.), 90+2’ (aut.) Lefevre 57’ (aut.) Denis 69’ Bacha 90+1’ Le Sommer |

| Arbitro: | Vanderstichel |

|                                                     |           |  |
| Le Sommer 19’ Majri 54’ Henry 56’ Ad. Hegerberg 83’ | Marcatori |  |

| Arbitro: | Guillemin |

|  |           |            |
|  | Marcatori | 16’ Katoto |

### UEFA Women's Champions League
| Arbitro: | Anastasia Romanjuk |

|  |           |                                                  |
|  | Marcatori | 11’, 29’, 67’ Hegerberg 32’ Renard 83’ Le Sommer |

| Arbitro: | Vivian Peeters |

|                                                                                           |           |  |
| Majri 22’ Hegerberg 29’, 39’ Bronze 32’ Renard 38’, 62’, 88’ Abily 43’ Kumagai 65’ (rig.) | Marcatori |  |

| Arbitro: | Sofia Karagiorgi |

|  |           |                                                                      |
|  | Marcatori | 5’, 19’ (rig.), 73’, 90’ Hegerberg 44’ Abily 47’ Majri 75’ Le Sommer |

| Arbitro: | Silvia Domingos |

|                                                                                 |           |  |
| Majri 12’ Hegerberg 32’, 36’, 46’, 58’ (rig.) Abily 43’, 69’, 83’ Cascarino 73’ | Marcatori |  |

| Arbitro: | Pernilla Larsson |

|                            |           |              |
| Marozsán 44’ Hegerberg 80’ | Marcatori | 72’ Guijarro |

| Arbitro: | Sandra Bastos |

|  |           |               |
|  | Marcatori | 62’ Le Sommer |

| Manchester 22 aprile 2018, ore 14:00 CEST Semifinali Andata | Manchester City   | 0 – 0 referto | Olympique Lione | Academy Stadium\| Arbitro: \| Bibiana Steinhaus \| |
| Arbitro:                                                    | Bibiana Steinhaus |               |                 |                                                    |

| Arbitro: | Katalin Kulcsár |

|            |           |  |
| Bronze 17’ | Marcatori |  |

| Arbitro: | Jana Adámková |

|            |           |                                                   |
| Harder 93’ | Marcatori | 98’ Henry 99’ Le Sommer 103’ Hegerberg 116’ Abily |

## Statistiche

### Statistiche di squadra
| Competizione     | Punti | In casa | In casa | In casa | In casa | In casa | In casa | In trasferta | In trasferta | In trasferta | In trasferta | In trasferta | In trasferta | Totale | Totale | Totale | Totale | Totale | Totale | DR   |
| Competizione     | Punti | G       | V       | N       | P       | Gf      | Gs      | G            | V            | N            | P            | Gf           | Gs           | G      | V      | N      | P      | Gf     | Gs     | DR   |
| ---------------- | ----- | ------- | ------- | ------- | ------- | ------- | ------- | ------------ | ------------ | ------------ | ------------ | ------------ | ------------ | ------ | ------ | ------ | ------ | ------ | ------ | ---- |
| Division 1       | 64    | 11      | 11      | 0       | 0       | 52      | 3       | 11           | 10           | 1            | 0            | 52           | 2            | 22     | 21     | 1      | 0      | 104    | 5      | +99  |
| Coppa di Francia | -     | 3       | 3       | 0       | 0       | 25      | 0       | 1            | 1            | 0            | 0            | 11           | 0            | 5      | 4      | 0      | 1      | 36     | 1      | +35  |
| Champions League | -     | 4       | 4       | 0       | 0       | 21      | 1       | 4            | 3            | 1            | 0            | 13           | 0            | 9      | 8      | 1      | 0      | 38     | 2      | +36  |
| Totale           | -     | 18      | 18      | 0       | 0       | 98      | 4       | 16           | 15           | 2            | 0            | 76           | 2            | 36     | 33     | 2      | 1      | 178    | 8      | +170 |

### Andamento in campionato
| Giornata  | 1 | 2 | 3 | 4 | 5 | 6 | 7 | 8 | 9 | 10 | 11 | 12 | 13 | 14 | 15 | 16 | 17 | 18 | 19 | 20 | 21 | 22 |
| --------- | - | - | - | - | - | - | - | - | - | -- | -- | -- | -- | -- | -- | -- | -- | -- | -- | -- | -- | -- |
| Luogo     | T | C | T | C | T | C | C | T | C | T  | C  | C  | T  | T  | C  | T  | C  | T  | T  | C  | T  | C  |
| Risultato | V | V | V | V | V | V | V | V | V | V  | V  | V  | V  | V  | V  | V  | V  | V  | V  | V  | N  | V  |
| Posizione | 1 | 1 | 1 | 1 | 1 | 1 | 1 | 1 | 1 | 1  | 1  | 1  | 1  | 1  | 1  | 1  | 1  | 1  | 1  | 1  | 1  | 1  |

Legenda:

Luogo: C = Casa; T = Trasferta. Risultato: V = Vittoria; N = Pareggio; P = Sconfitta.

### Statistiche delle giocatrici
| Giocatore            | Division 1 | Division 1 | Division 1  | Division 1 | Coppa di Francia | Coppa di Francia | Coppa di Francia | Coppa di Francia | Champions League | Champions League | Champions League | Champions League | Totale   | Totale | Totale      | Totale     |
| Giocatore            | Presenze   | Reti       | Ammonizioni | Espulsioni | Presenze         | Reti             | Ammonizioni      | Espulsioni       | Presenze         | Reti             | Ammonizioni      | Espulsioni       | Presenze | Reti   | Ammonizioni | Espulsioni |
| -------------------- | ---------- | ---------- | ----------- | ---------- | ---------------- | ---------------- | ---------------- | ---------------- | ---------------- | ---------------- | ---------------- | ---------------- | -------- | ------ | ----------- | ---------- |
| C. Abily             | 21         | 9          | 0           | 0          | 4                | 4                | 1                | 0                | 8                | 6                | 0                | 0                | 33       | 19     | 1           | 0          |
| S. Bacha             | 11         | 0          | 0           | 0          | 5                | 2                | 0                | 0                | 6                | 0                | 1                | 0                | 22       | 2      | 1           | 0          |
| S. Bouhaddi          | 21         | -4         | 0           | 0          | 1                | 0                | 0                | 0                | 8                | -2               | 0                | 0                | 30       | -6     | 0           | 0          |
| M. Brian             | 4          | 1          | 0           | 0          | 1                | 1                | 0                | 0                | 0                | 0                | 0                | 0                | 5        | 2      | 0           | 0          |
| L. Bronze            | 19         | 2          | 1           | 0          | 3                | 0                | 0                | 0                | 8                | 2                | 1                | 0                | 30       | 4      | 2           | 0          |
| R. Bruneau           | 0          | 0          | 0           | 0          | -                | -                | -                | -                | -                | -                | -                | -                | 0        | 0      | 0           | 0          |
| K. Buchanan          | 16         | 0          | 1           | 0          | 4                | 0                | 1                | 0                | 4                | 0                | 0                | 0                | 24       | 0      | 2           | 0          |
| D. Cascarino         | 19         | 2          | 0           | 0          | 5                | 2                | 0                | 0                | 8                | 1                | 1                | 0                | 32       | 5      | 1           | 0          |
| K. Dali              | -          | -          | -           | -          | -                | -                | -                | -                | -                | -                | -                | -                | -        | -      | -           | -          |
| K. Hamraoui          | 19         | 7          | 2           | 0          | 3                | 5                | 0                | 0                | 5                | 0                | 0                | 0                | 27       | 12     | 2           | 0          |
| A. Hegerberg         | 20         | 31         | 0           | 0          | 3                | 3                | 0                | 0                | 9                | 15               | 0                | 0                | 32       | 49     | 0           | 0          |
| A. Henry             | 7          | 3          | 0           | 0          | 4                | 1                | 1                | 0                | 5                | 1                | 0                | 0                | 16       | 5      | 1           | 0          |
| J. Houara-d'Hommeaux | 3          | 0          | 0           | 0          | 1                | 0                | 0                | 0                | 0                | 0                | 0                | 0                | 4        | 0      | 0           | 0          |
| S. Kumagai           | 21         | 5          | 1           | 0          | 3                | 0                | 0                | 0                | 7                | 1                | 0                | 0                | 31       | 6      | 1           | 0          |
| E. Laurent           | 2          | 2          | 0           | 0          | 1                | 1                | 0                | 0                | 1                | 0                | 0                | 0                | 4        | 3      | 0           | 0          |
| C. Lavogez           | -          | -          | -           | -          | -                | -                | -                | -                | -                | -                | -                | -                | -        | -      | -           | -          |
| E. Le Sommer         | 20         | 17         | 1           | 0          | 5                | 8                | 1                | 0                | 8                | 4                | 0                | 0                | 33       | 29     | 2           | 0          |
| A. Majri             | 19         | 3          | 0           | 0          | 3                | 1                | 0                | 0                | 9                | 3                | 0                | 0                | 31       | 7      | 0           | 0          |
| M. Malard            | -          | -          | -           | -          | -                | -                | -                | -                | 1                | 0                | 0                | 0                | 1        | 0      | 0           | 0          |
| D. Marozsán          | 18         | 8          | 1           | 0          | 4                | 1                | 1                | 0                | 8                | 1                | 0                | 0                | 30       | 10     | 2           | 0          |
| G. Mbock Bathy       | 15         | 3          | 0           | 0          | 3                | 1                | 0                | 0                | 7                | 0                | 0                | 0                | 25       | 4      | 0           | 0          |
| A. Norheim           | -          | -          | -           | -          | -                | -                | -                | -                | 0                | 0                | 0                | 0                | 0        | 0      | 0           | 0          |
| P. Peyraud-Magnin    | 1          | 0          | 0           | 0          | 4                | -1               | 0                | 0                | 1                | 0                | 0                | 0                | 6        | -1     | 0           | 0          |
| C. Petit             | 7          | 0          | 0           | 0          | 3                | 1                | 0                | 0                | 3                | 0                | 0                | 0                | 13       | 1      | 0           | 0          |
| W. Renard            | 17         | 5          | 0           | 0          | 4                | 2                | 0                | 0                | 8                | 4                | 1                | 0                | 29       | 11     | 1           | 0          |
| M. Tarrieu           | 1          | 0          | 0           | 0          | -                | -                | -                | -                | 1                | 0                | 0                | 0                | 2        | 0      | 0           | 0          |
| É. Thomis            | 9          | 0          | 0           | 0          | 1                | 0                | 0                | 0                | 1                | 0                | 0                | 0                | 11       | 0      | 0           | 0          |
| S. van de Sanden     | 16         | 2          | 0           | 0          | 3                | 0                | 1                | 0                | 5                | 0                | 1                | 0                | 24       | 2      | 2           | 0          |